# 静海寺
静海寺位于中国江苏省南京市鼓楼区仪凤门外狮子山西南麓的建宁路288号，原是15世纪明朝皇帝为表彰郑和下西洋的功绩而建立的佛教寺院。1842年，清朝与英国在寺内进行了有关《南京条约》的谈判。静海寺是中国古代对外交往史上顶峰和衰落的双重见证，有特殊的历史文化意义。静海寺曾三次被毁又三次重建，最近一次重建于1988年。1990年被辟为《南京条约》史料陈列馆。经过1996年和2005年两次大规模扩建，静海寺现为南京静海寺纪念馆，设“郑和下西洋”和“《南京条约》议约”等展览陈列。静海寺是中国国家4A级旅游景区、全国爱国主义教育示范基地、南京市文物保护单位。

## 历史

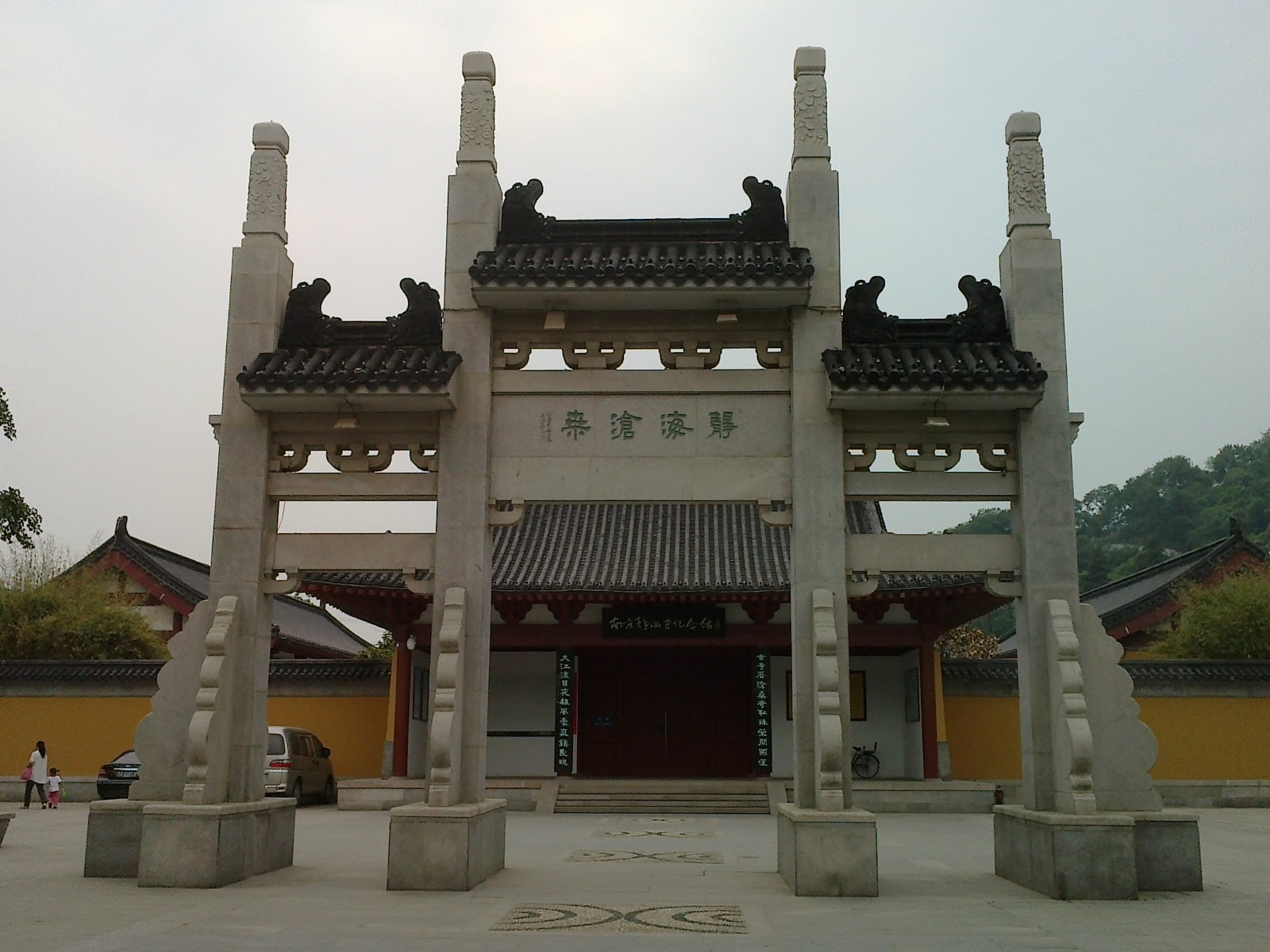
“静海沧桑”牌坊

### 建寺
1405年（永乐三年）至1433年（宣德八年）间，郑和先后奉明成祖和明宣宗的命令，率领船队七下西洋。为了表彰他的这一功勋，明朝皇帝下令在南京兴建寺院并赐名“静海”，寓意“四海平静、天下太平”。明清以来的地方志和文人笔记大多认为静海寺始建于永乐年间，具体年代有多种说法。第一种说法认为静海寺建于1411年（永乐九年），即郑和第三次下西洋回国后。第二种说法认为该寺建于1419年（永乐十七年）南京天妃宫完工后，即郑和第五次下西洋归国的时候。还有文献记载静海寺建于1425年（洪熙元年），即郑和第六次和第七次下西洋之间，是明仁宗为纪念明成祖下令航海而建造的。
明代静海寺刚建成时规模宏大。《白下琐言》记载静海寺用“直径数围”的钟山楠木为柱，柱础色如苍玉，有车轮般大小。《金陵梵刹志》记载寺内建筑包括“金刚殿三楹、左钟楼一座、右井亭一座、天王殿三楹、正佛殿三楹、左观音殿三楹、左伽蓝殿二楹、右轮藏殿三楹、右弥勒殿三楹、右祖师殿二楹、潮音阁五楹、左华严楼二楹、回廊二十楹、玩咸亭一座、方丈一所十六楹、公学三楹、僧院四十房、禅堂正门一座、华严楼三楹、禅堂左右两堂共六楹、十方堂三楹，茶厨房、旧禅房一所，此外公产田地、塘二百余亩”。当时静海寺内供奉着郑和带回的罗汉画像、佛牙、玉玩、郑和洪熙元年守备南京时铸造的铜鼎以及郑和塑像等，其中铜鼎和塑像直到清代中叶依旧保存在寺内。静海寺还种植了郑和带回的西府海棠等珍稀植物和药材。16世纪中叶，李时珍为了编纂《本草纲目》曾在静海寺考察乳香、没药、血竭等海外药材，后来在《本草纲目》中增补番药、夷果2部。。
静海寺曾于明正德、万历、清乾隆年间三次重修。《静海寺重修记略》记载，正德年间重修后，静海寺有四殿、六堂、四亭，还有方丈室、楼、阁、画廊等建筑。乾隆年间，静海寺号称为“金陵律寺之冠”、“金陵八大寺之最”。1832年（道光十二年）二月，静海寺被大火焚毁，仅剩山门和天王殿，后来得以重建。这是静海寺第一次毁而复建。

### 议约

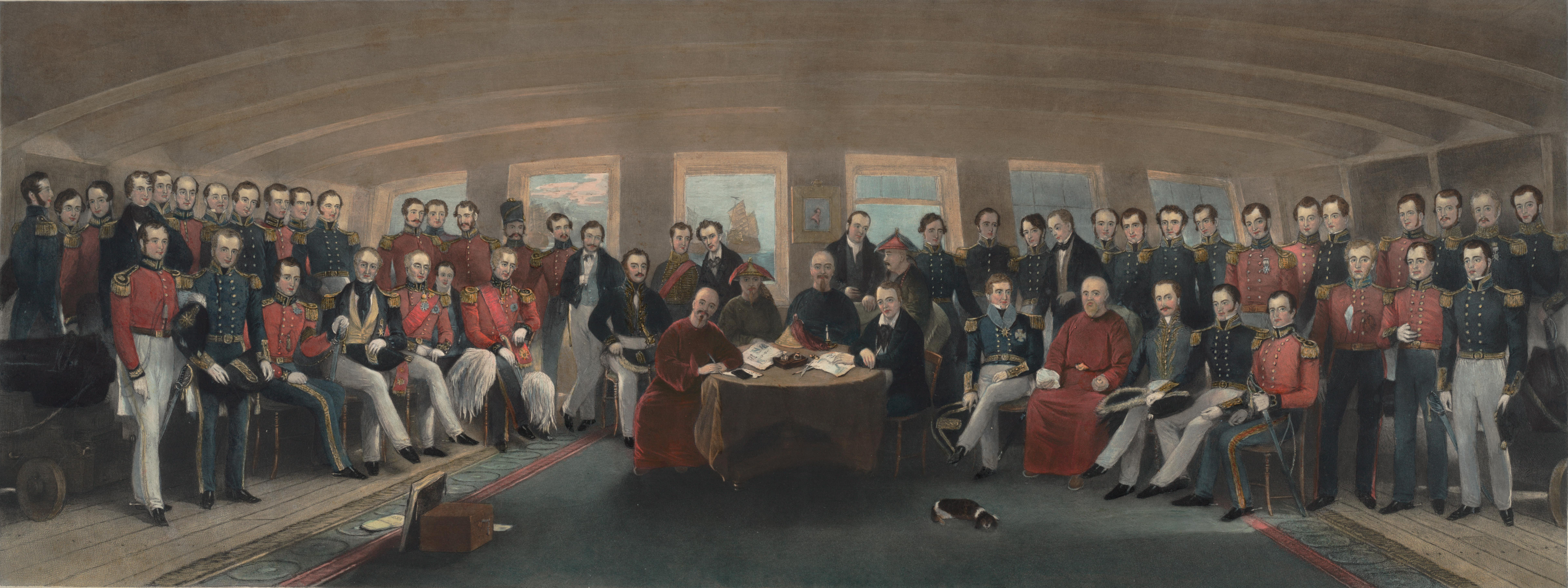
中英双方在“康华丽”号上签订中英南京条约

1840年（清道光二十二年），英国对清朝发动第一次鸦片战争，1842年7月，英国全权公使璞鼎查和海军司令威廉·巴加率舰队攻破吴淞、镇江，溯长江而上。8月初，英舰队进逼南京下关仪凤门外草鞋峡江面，扬言攻城。道光皇帝以杭州将军耆英、乍浦副都统伊里布为钦差大臣，连同两江总督牛鉴作为谈判代表向英军求和。经过交涉，8日英军答应暂缓攻城。11日，英军在南京城东北的燕子矶登陆，分兵占领迈皋桥、钟山，在钟山上架炮威胁城内。自12日起，中方盛京佐领塔芬布、张喜与陈志刚，同英方小马礼逊、罗伯聃（Robert Thom）、巴夏礼连续三天谈判条约内容，谈判地点就在不久前重建的静海寺内。20日，耆英、牛鉴等与英方在静海寺进行更高级别的谈判，接受了英方提出的全部条件。24日，耆英、牛鉴等在静海寺设宴招待璞鼎查等人，并向舰上的英军送酒食“慰劳”。29日，耆英、牛鉴等登上英舰康华丽号在《南京条约》上签字，条约规定中国将香港岛割让予英国，开放广州、福州、厦门、宁波、上海五口通商，并赔款2100万两白银。9月6日，条约得到道光皇帝批准。

### 衰败与复建

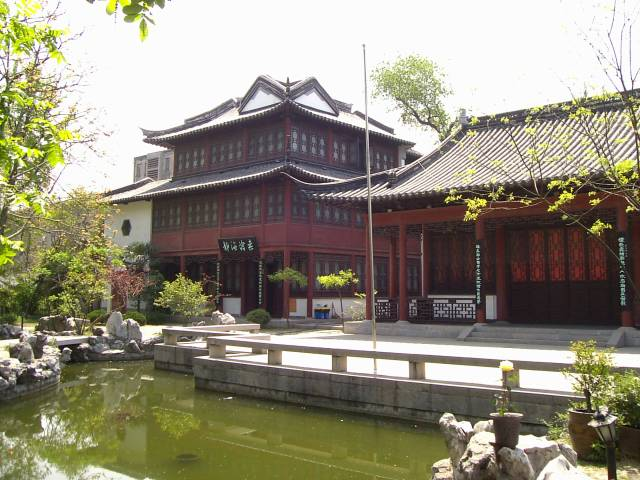
重建的静海寺内建筑

1853年（咸丰三年）二月十日，太平天国军队从静海寺挖地道炸塌仪凤门北侧城墙后攻入南京，静海寺遭清军炮击起火被毁，后来由静安和尚募款重建。1937年12月日军围攻南京，12月10日，战火中的静海寺第三次被毁，只剩方丈室6间、念佛堂5间以及绥远路大门上的“静海禅寺”题额幸存。1949年中华人民共和国成立后，静海寺址曾一度作为建宁路小学校舍。1982年，南京在大规模文物普查工作中发现了残存的静海寺遗址，当时遗址仅剩残缺的东配殿共2楹6间，其中3间建于100多年前，另3间建于200多年前，临街的一间被街道工厂占用，其余被下关区土杂公司租为仓库。
1987年，南京市在静海寺遗迹偏西处按明代庙宇风格将其第三次重建，1988年建成，修复了僧房并新建过殿和正殿。工程由东南大学潘谷西主持设计，过殿在前、大院居中、正殿在后，正殿前还设抱殿，占地面积628平方米。由于修建的是仿古建筑，因此称“古静海寺旧址”。1990年，静海寺被辟为《南京条约》史料陈列馆，1992年被列为南京市文物保护单位。1996年11月，为迎接来年的香港回归，江苏省和南京市对静海寺《南京条约》史料陈列馆进行了扩建，工程仍由潘谷西主持，扩建后的静海寺占地近3000平方米，在配殿后设主副五个展厅，新馆于1997年6月1日落成，并在香港回归当天举行了隆重的庆祝仪式。陈列馆当年被中宣部命名为首批“全国爱国主义教育示范基地”。2005年，为纪念郑和下西洋600周年，南京市将静海寺扩建为“南京静海寺纪念馆”，由东南大学杜顺宝主持设计。这次扩建后的静海寺占地面积15000平方米，建筑面积4700平方米，新建郑和纪念堂、潮音阁等建筑，于6月28日郑和下西洋600周年当天落成开放。扩建后的静海寺包括山门、郑和纪念堂、潮音阁、香港回归厅、戏台等建筑，通过回廊与原建筑构成一个整体。

## 南京静海寺纪念馆

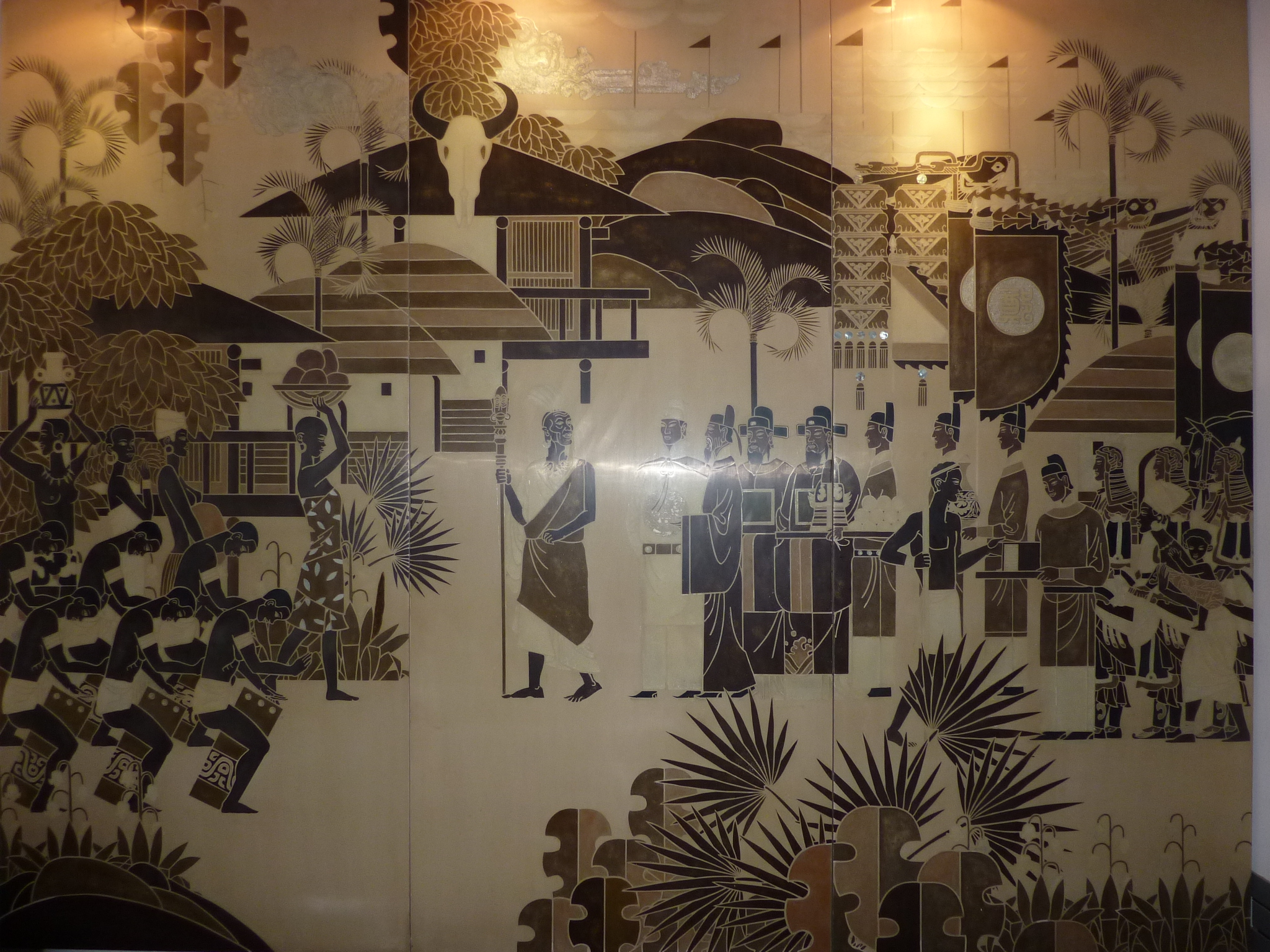
郑和纪念堂壁画（局部）

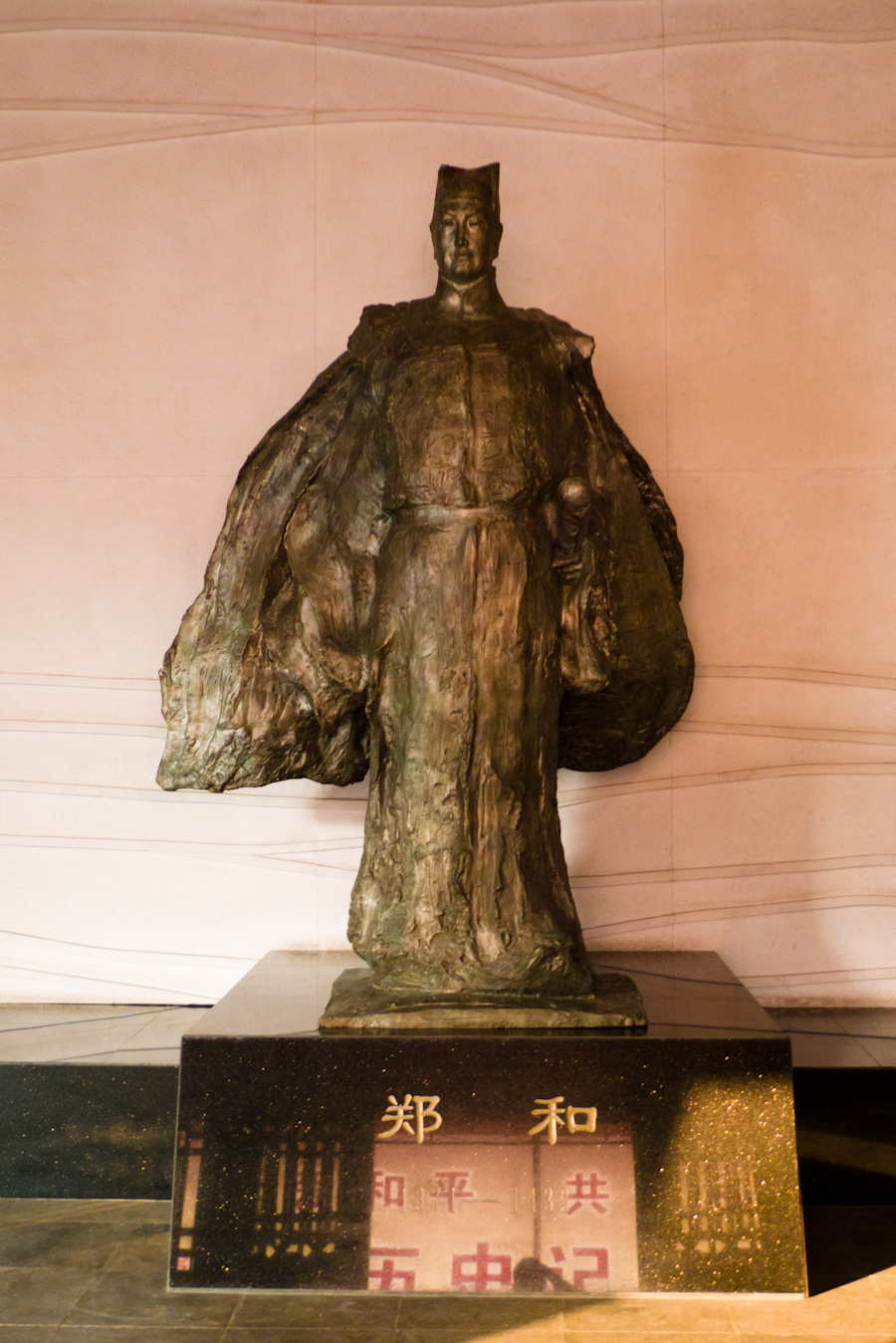
纪念堂内的郑和铜像

静海寺1988年复建以后，经过1996年和2005年两次扩建，现为“南京静海寺纪念馆”，馆内设有以郑和航海为主题的郑和纪念堂、潮音阁（内设“郑和航海史料展”），以及以《南京条约》议约为主题的“静海寺与《南京条约》史料展”、议约场景复原等陈列。2008年3月1日起免费开放。

### 郑和纪念馆
郑和纪念馆包括郑和纪念堂与潮音阁两部分。郑和纪念堂正中设郑和铜立像，铜像正上方悬孙中山题词匾额“超前轶后”。郑和铜像由南京大学吴为山制作，材质为白铜，高2.6米，风格简练写意。铜像取自郑和第六次下西洋归来时的场景：郑和身着明代官服，左手持海图，迎风站立在海边礁石上。纪念堂四壁设有36幅大型壁画，由南京师范大学林青设计，采用扬州漆画工艺制作。壁画每幅长1米、高2.3米，分为京师起航、上货出海、天妃护佑、重栅小城、生擒海盗、水上贸易、传播文明、暹罗礼遇、睦邻友好、建寺立功等10组展现郑和航海与静海寺历史的场景。
潮音阁是古静海寺内最高的建筑，因在此处可听到长江潮声而得名。复建的潮音阁是三层的仿明风格建筑，内有多功能展厅，设“郑和航海史料展”。展厅内陈列5艘高1米至1.5米的船模，分别是郑和船队中的宝船、战船、马船和粮船。展厅还陈列有精美的古静海寺木构件，以及郑和下西洋带回的金锭、象牙等展品。除实物展品之外，展厅中还陈列了60多幅反映郑和航海以及当时中外交流场景的图片。
郑和纪念馆中还陈列着《静海寺郑和残碑》拓片的放大照片。1936年，郑鹤声在静海寺厨房墙壁上发现了残碑并拓印、拍照。残碑碑文记载：“永乐三年将领官军乘驾二千料海船并八橹船”、“永乐七年将领官军乘驾一千五百料海船并八橹船”。这是现存最早的关于郑和下西洋船型确切大小的文字记载。碑文还证明静海寺建于南京天妃宫建成之后。残碑1937年在日军侵华战争中被毁，拓片也在战乱中丢失，现仅有一张拓片照片存世。

### 《南京条约》史料陈列馆

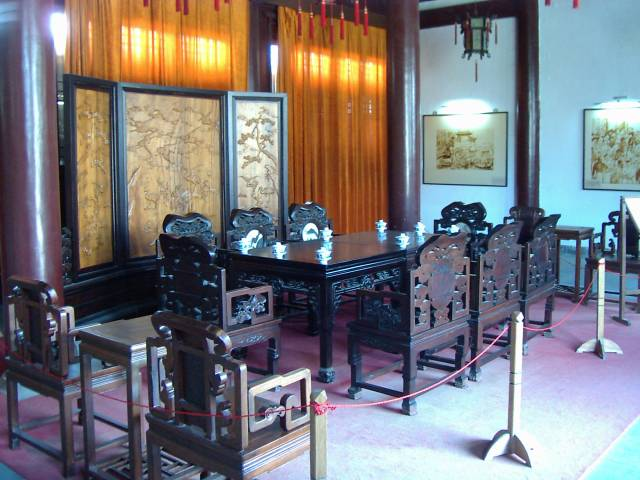
中英南京条约议约场景复原

静海寺内设《南京条约》史料陈列馆，复原了《南京条约》议约时的场景。1842年8月，中英双方在静海寺东配殿先后四次议约，29日在英军旗舰康华丽号上签订《南京条约》。2001年，英国学者菲利普·布鲁斯（Phillip Bruce）将他收藏的三幅有关议约场景的速写捐献给静海寺《南京条约》史料陈列馆。这三幅速写是当时参加议约的英军的作品，第一幅描绘英军在下关江面放下舢板，然后在静海寺的牌坊前登陆；第二幅描绘清朝官员在静海寺宴请璞鼎查一行；第三幅描绘清军在静海寺外迎接英国谈判代表。根据这些速写以及《抚夷日记》、《缔约日记》、《在华作战记》等当时记录谈判的原始文献，静海寺购买仿制了一组晚清家具，在当年议约的东配殿旧址上重现了议约场景 。

### 其他
天妃宫碑

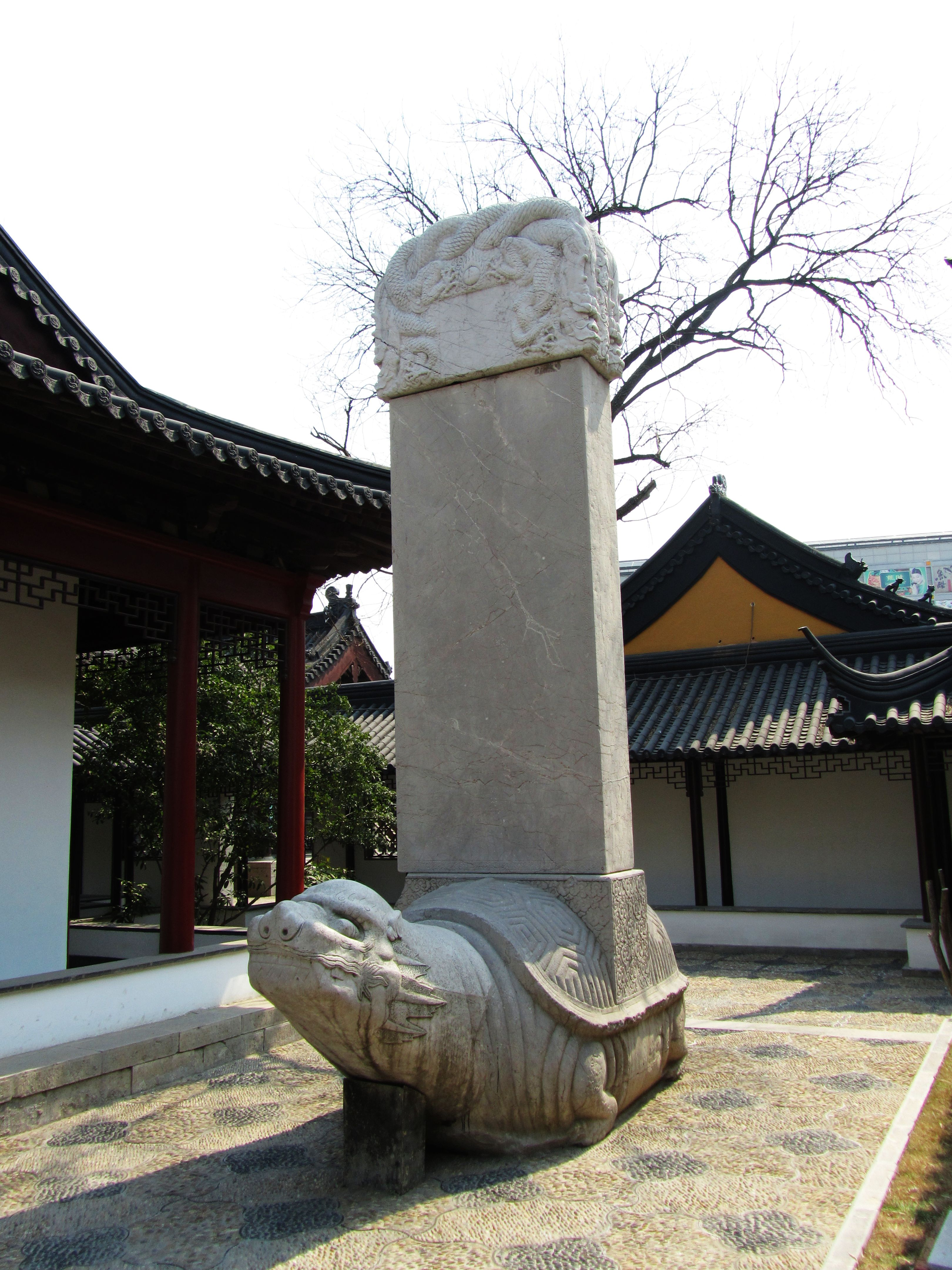
天妃宫碑，现存于静海寺

静海寺北院安放有天妃宫碑。天妃宫碑全名“御制弘仁普济天妃宫之碑”，由明成祖朱棣于永乐十四年（1416年）郑和第四次下西洋归来时立于南京天妃宫，以纪念船队在航行中所受到的妈祖庇佑，是直接反映郑和下西洋事迹的明代碑刻之一。清咸丰年间天妃宫毁于战乱，唯存此碑。碑以青石刻制，高5.48米，宽1.5米、厚0.5米，原龟趺头部已断裂，为今人修复，碑额为阴刻篆书，两面均刻双龙缠球纹，碑文为阴刻楷书，四周刻缠枝莲纹，全文共699字，现已风化严重、日渐模糊。另于重建的天妃宫碑亭内存有该碑的复制品。

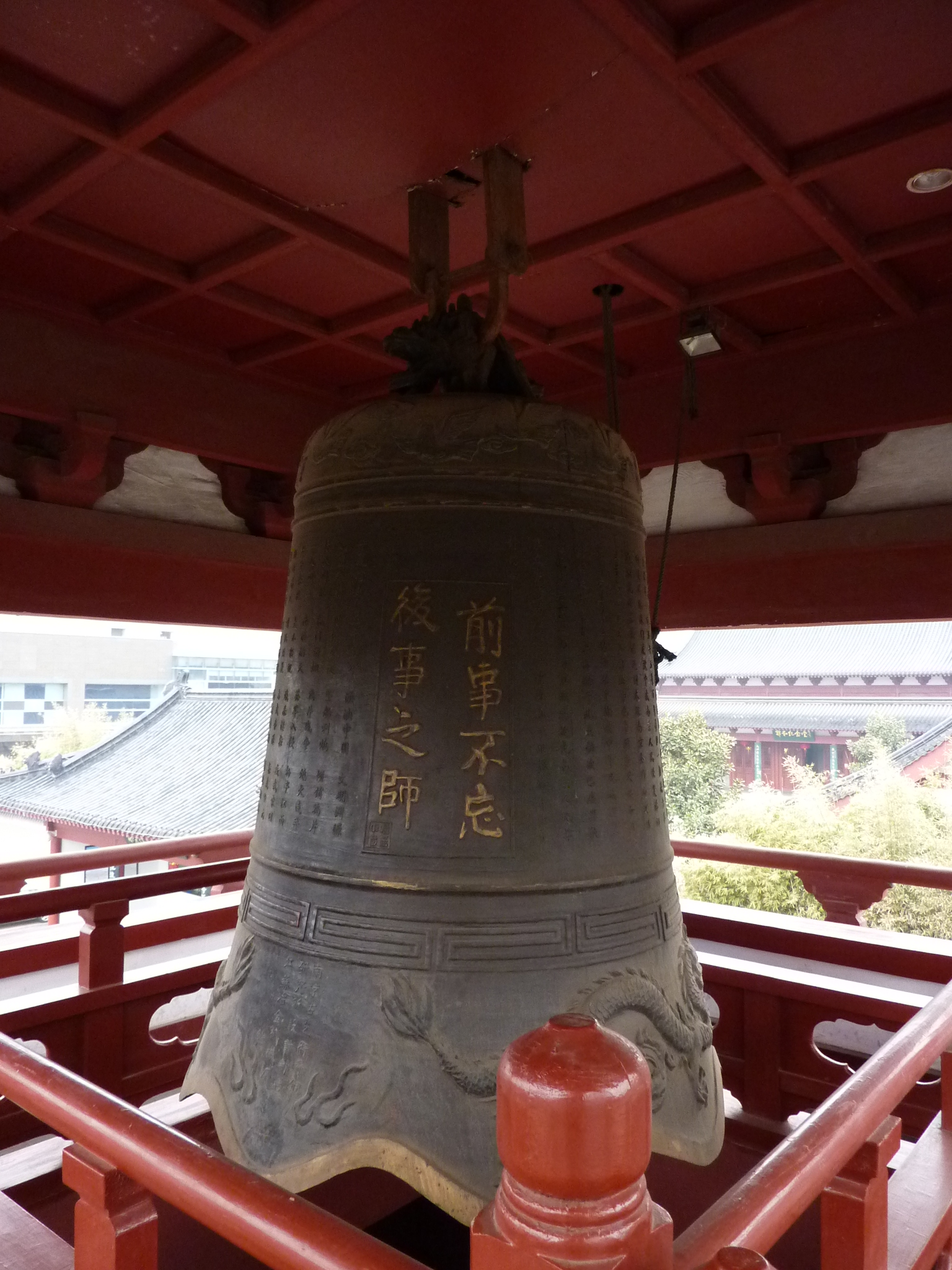
警世钟
1997年，经一位南京市民提议，南京市大中小学生及各界市民共同捐资铸造青铜大钟一座，安放在静海寺内，命名为“警世钟”。该青铜大钟由南京铸造艺术家王钟泉铸造，重3.5吨。钟体正面铸“警世钟”三个大字，两侧是原下关区区长俞明撰写的共572字的《警世钟铭》，背面镌文“前事不忘，后事之师”。钟体高1.842米，寓意《南京条约》签订于1842年。钟的顶部有一7.1厘米高的火球，寓意7月1日香港回归；钟的肩部有12只和平鸽，象征当时的12亿中国人民；钟裙上有两条龙，代表黄河、长江，又象征着“龙的传人”；两条龙的龙头相对，之间是南京市市花梅花；梅花下方是一道环绕钟体一周的回纹，象征香港与祖国不可割断的血缘。警世钟1997年6月落成，于6月30日香港回归前夜举行了隆重的撞钟仪式。警世钟现在安放在静海寺钟楼上，每年的8月29日（《南京条约》签订日）都会举行撞钟仪式作为纪念。
三宿岩
静海寺内有一处名为三宿岩的岩洞，又名三宿崖，高十米，占地数十平方米，因岩石奇峻又称“真假山”。南宋时的长江河道比现在偏东，三宿岩当时是卢龙山（幕府山）延伸至江边的一块礁石。1161年（绍兴三十一年）十一月，南宋虞允文在采石大破金兵后，率水师沿江而下前往京口（今镇江），路过建康（今南京）时在这块礁石前系舟停宿三天，三宿岩由此得名。“三宿名岩”在清代是金陵四十八景之一，现为南京市文物保护单位。

## 纪念活动
1997年6月30日，静海寺是庆祝香港回归的重要场所之一。自6月30日23时30分至7月1日0时正，静海寺共撞响警世钟155响，以纪念香港割让155年之后回归中国。首先撞响警世钟的是林则徐六世孙林纲和邓廷桢六世孙邓源。
2005年6月28日，静海寺举行《郑和下西洋600周年》邮票首发仪式暨静海寺纪念馆落成典礼。

## 交通

### 公共汽车
| 静海寺纪念馆 | 静海寺纪念馆 | 静海寺纪念馆 | 静海寺纪念馆   | 静海寺纪念馆     |
| 编号         | 路线         | 路线         | 路线           | 备注             |
| ------------ | ------------ | ------------ | -------------- | ---------------- |
| Y10          | 南堡公园西   | ⇆            | 墨香路总站     | 原 810（第一代） |
| 10           | 江边路总站   | ⇆            | 墨香路总站     |                  |
| 12           | 唐山路总站   | ⇆            | 旭日景城总站   |                  |
| 21           | 凤台南路     | →            | 中山码头北     |                  |
| 21           | 公交车辆厂   | ←            | 中山码头北     |                  |
| 54           | 月苑南路     | ⇆            | 中山码头北     |                  |
| 550          | 泰冯路南     | ⇆            | 龙江新城市广场 | 原 150（第一代） |

### 地铁（建设中）
南京地铁5号线静海寺站建设中